# Pseudexechia hancocki
Pseudexechia hancocki är en tvåvingeart som beskrevs av Loïc Matile 1971. Pseudexechia hancocki ingår i släktet Pseudexechia och familjen svampmyggor.
Artens utbredningsområde är Uganda. Inga underarter finns listade i Catalogue of Life.